# DniproHES
La centrale hydroélectrique du Dniepr, également désignée par l'acronyme ukrainien DniproHES (en ukrainien : Дніпровська ГЕС, ДніпроГÉС, Dniprovs'ka HES), est la plus importante centrale hydroélectrique d'Ukraine et l'une des plus grandes d'Europe. Elle se trouve immédiatement en amont de la ville de Zaporijia, sur le Dniepr. Le barrage a créé une retenue appelée réservoir du Dniepr.

## Historique
La construction d'un barrage sur le Dniepr avait déjà été proposée au XIXe siècle afin d'inonder une section du fleuve où des rapides rendaient la navigation impossible. Un premier projet de centrale électrique voit le jour en 1905. Pendant la période soviétique, le projet de barrage et de centrale électrique élaboré par Ivan Alexandrov est accepté par le plan GOELRO. Le DniproHES était l'une des dix premières centrales hydroélectriques prévues pour l'électrification du pays et le premier des chantiers géants de Joseph Staline.
Le barrage et ses bâtiments sont conçus par les architectes constructivistes Viktor Vesnine et Nikolai Kolli. Une équipe de spécialistes américains, sous la direction du colonel Hugh Lincoln Cooper (en), qui avait à son actif le célèbre barrage Wilson, sur la rivière Tennessee, prend part à la construction. Toutes les machines utilisées pour les travaux et une grande partie de l'équipement de la centrale électrique étaient d'origine américaine. La construction du barrage, menée par le trust Dniproboud, dure cinq ans, de 1927 à 1932, mobilisant 60 000 travailleurs. Cet énorme chantier s'appelait Dnieprostroï ou « projet de construction du Dniepr ».
Le 10 octobre 1932, cinq des neuf générateurs prévus sont mis en service. D'une puissance de 558 MW, la centrale électrique, appelée « Centrale électrique Lénine », est à l'époque la plus puissante d'Union soviétique. Multipliant par six la production hydroélectrique du pays, elle alimente en énergie les villes voisines de Zaporijjia, Kryvyï Rih et Dnipropetrovsk, qui développent des industries lourdes (sidérurgie, métallurgie des métaux non ferreux, constructions mécaniques), notamment la production d'aluminium, grosse consommatrice d'électricité mais vitale pour l'aviation militaire soviétique.
Pendant la Seconde Guerre mondiale, le barrage et la centrale électrique, qui revêtent une grande importance stratégique, sont partiellement détruits par les troupes soviétiques sur ordre de la Stavka au nom de la politique de la terre brûlée le 18 août 1941; À la suite de l'explosion, une vague d'eau de plusieurs dizaines de mètres de haut provenant du barrage brisé balaye de nombreux villages autour de Zaporijjia, tuant de 20 000 à 100 000 civils et militaires soviétiques qui n'avaient pas été avertis de l'action, et environ 1 500 militaires allemands.
Puis les troupes allemandes lors de la bataille du Dniepr, font de même en 1943, laissant le barrage gravement endommagé et la centrale électrique pratiquement détruite. Ils sont reconstruits entre 1944 et 1949 et la centrale électrique redémarre en 1950. Une seconde centrale d'une puissance de 828 MW est construite sous l'ère Brejnev, de 1969 à 1980.
Actuellement, le barrage est long de 800 m et haut de 61 m pour un volume de 720 000 m3. Lors de sa mise en eau, il élève le niveau du Dniepr de 37 m, noyant les rapides situés en amont et rendant ainsi le fleuve entièrement navigable. Au cours de sa longue histoire, le barrage a été salué comme une des plus grandes réalisations de l'industrialisation soviétique. Aujourd'hui privatisé, il continue à alimenter en énergie les complexes industriels voisins et produit 3,6 milliards de kWh par an. L'eau qui alimente la centrale électrique a une hauteur de chute de 38,7 m, le réservoir un volume de 2,6 km3 d'eau et une superficie de 410 km2. Le barrage est aussi utilisé pour le trafic automobile : c'est l'un des deux points de passage sur le Dniepr à Zaporijia.
En mars 2024, la centrale hydroélectrique et le barrage de DniproHES sont touchés par huit missiles russes, dans le contexte de la guerre russo-ukrainienne.

## Galerie d'images

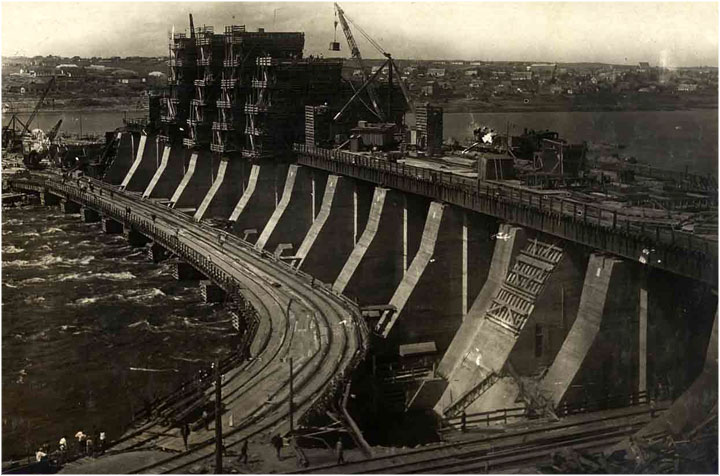
Dnieprostroï, le barrage en construction, vers 1930.
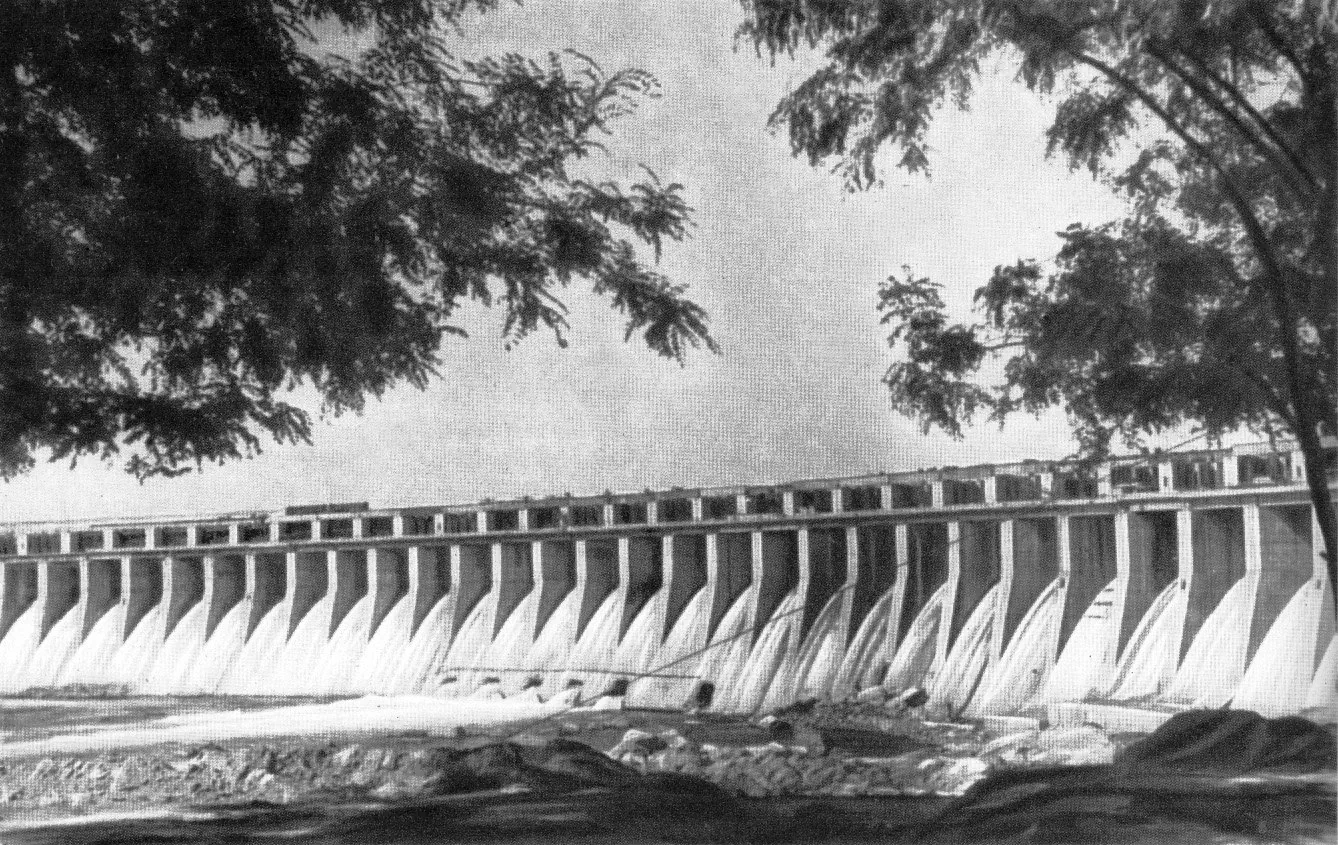
DniproHES en 1947, pendant la reconstruction.
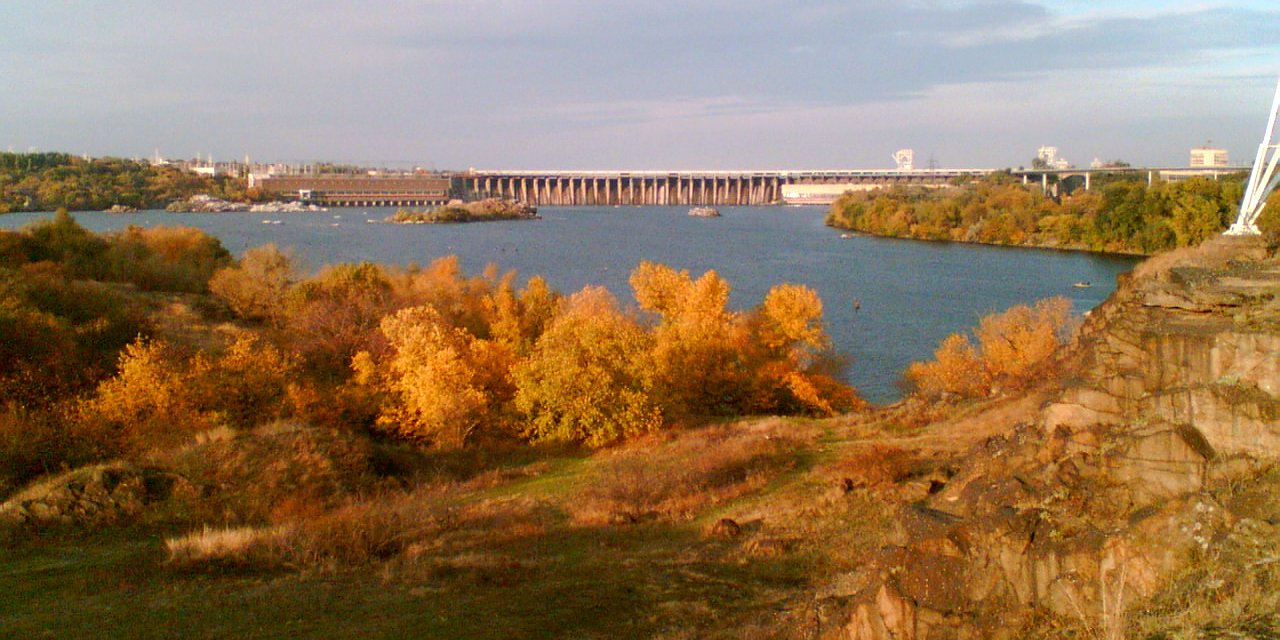
DniproHES en 2005, depuis l'île Khortytsia.
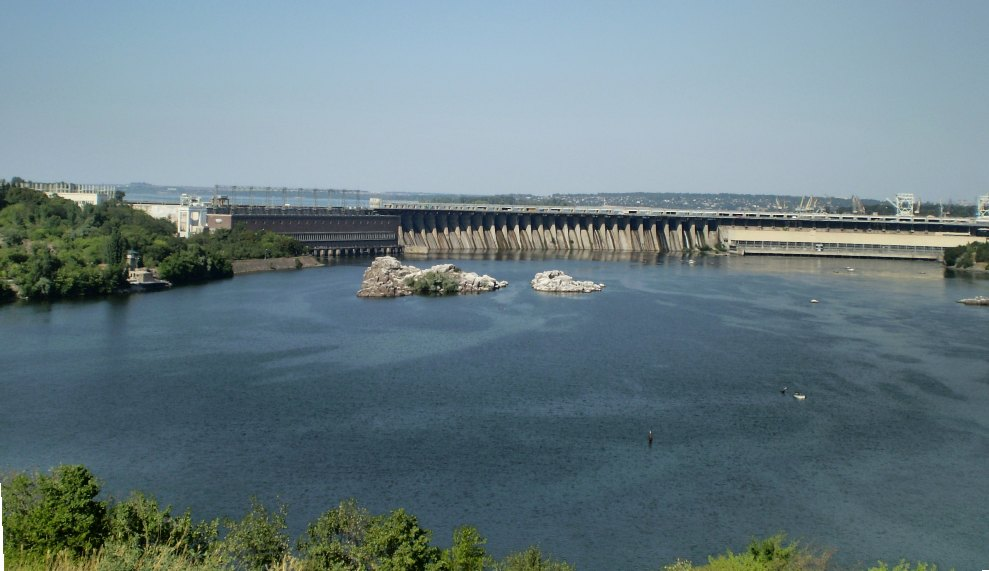
DniproHES en 2007.
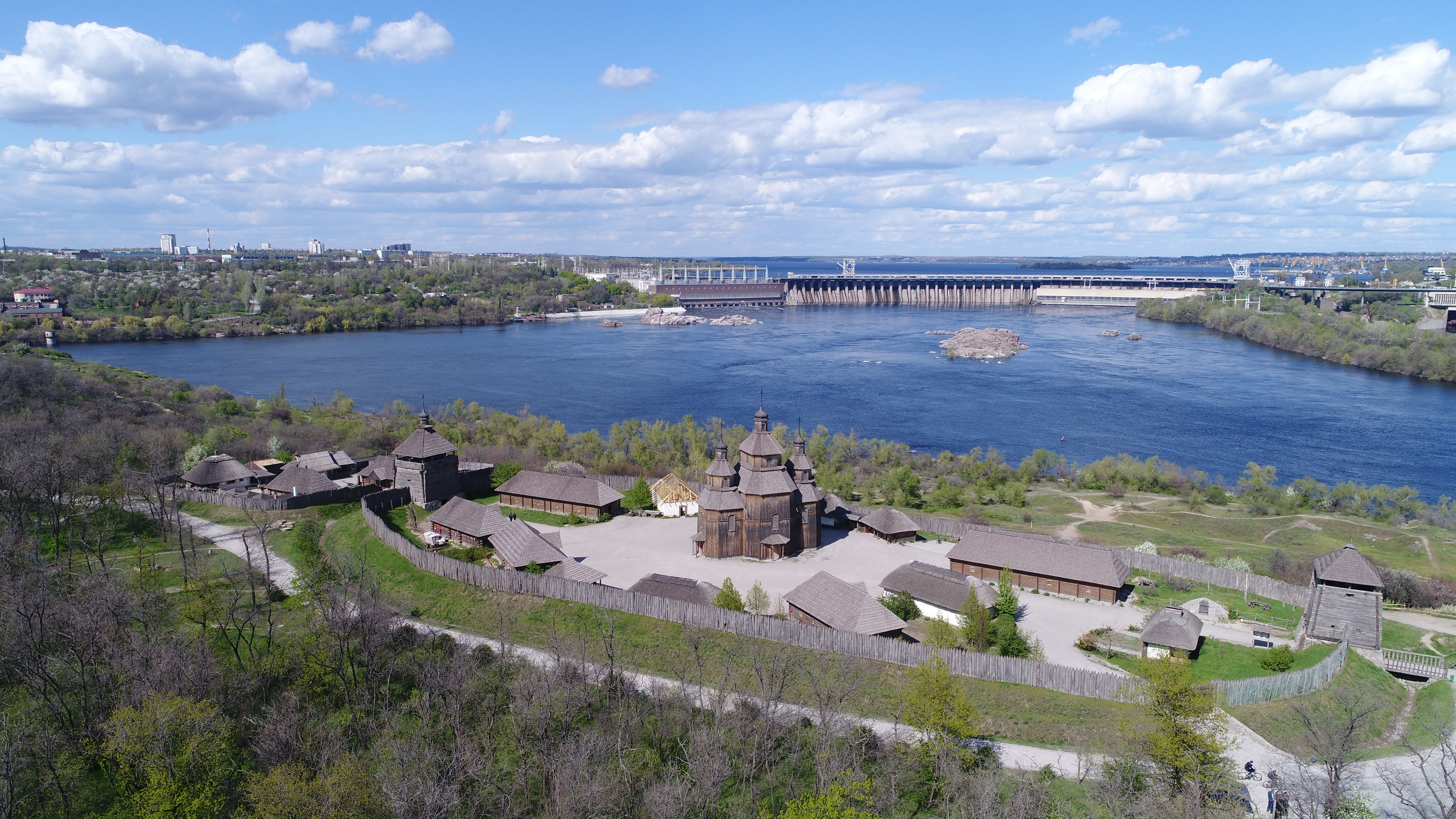
Le barrage et l'église de l'intercession de Khortytsia.

## Sources
- (en) Encyclopedia of Ukraine
- (ru) Grande Encyclopédie soviétique